# Helena Havelková
Helena Havelková est une joueuse tchèque de volley-ball née le 25 juillet 1988 à Frýdlant. Elle mesure 1,88 m et joue au poste de réceptionneuse-attaquante. Elle totalise 56 sélections en équipe de République tchèque. 

## Clubs
| Club                 | De        | À         |
| -------------------- | --------- | --------- |
| VK TU Liberec        |           | 2003-2004 |
| Slavia Prague        | 2004-2005 | 2006-2007 |
| Sassuolo Volley      | 2007-2008 | 2008-2009 |
| Busto Arsizio        | 2009-2010 | 2011-2012 |
| Dinamo Krasnodar     | 2012-2013 | 2012-2013 |
| Eczacıbaşı İstanbul  | 2013-2014 | 2013-2014 |
| Busto Arsizio        | 2014-2015 | 2014-2015 |
| KPS Chemik Police    | 2015-2016 | 2015-2016 |
| Shanghai Volleyball  | 2016-2017 | 2016-2017 |
| US ProVictoria Monza | 2017-2018 | 2017-2018 |
| Dinamo Moscou        | 2018-2019 | 2019-2020 |
| WP Pérouse Volley    | 2020-2021 | …         |

## Palmarès

### Équipe nationale
- Ligue européenne
  - Vainqueur : 2012.

### Clubs
- Coupe de la CEV
  - Vainqueur : 2010, 2012.
- Challenge Cup
  - Vainqueur : 2013.
- Ligue des champions
  - Finaliste : 2015.
- Championnat de République tchèque
  - Finaliste : 2006.
- Championnat d'Italie
  - Vainqueur : 2012.
- Coupe d'Italie
  - Vainqueur : 2012.
- Supercoupe d'Italie
  - Finaliste : 2014.
- Supercoupe de Pologne
  - Vainqueur :2015.
- Coupe de Pologne
  - Vainqueur : 2016.
- Championnat de Pologne
  - Vainqueur : 2016.
- Supercoupe de Russie
  - Vainqueur : 2018.
  - Finaliste : 2019.
- Coupe de Russie
  - Vainqueur : 2018.
  - Finaliste : 2019.
- Championnat de Russie
  - Vainqueur : 2019.

### Distinctions individuelles
- Ligue européenne féminine de volley-ball 2011 : Meilleure marqueuse.
- Ligue européenne féminine de volley-ball 2012 : Meilleure réceptionneuse.
- Ligue des champions féminine de volley-ball 2014-2015 : 2e meilleure réceptionneuse-attaquante[3].